# 北原沙織
北原 沙織（きたはら さおり、8月28日 - ）は、元OSK日本歌劇団の娘役スター。大阪府吹田市出身。A型。

## 略歴
1986年、日本歌劇学校入学。61期生。
1988年、OSK日本歌劇団に入団。近鉄劇場『果てしなき流れの果てに』で初舞台。
旧OSKの解散後、再結成された新OSKで若木志帆と二人で、ダブルトップに近い扱いを受けた。
2008年、世界館『エトワール』にて退団した。
OSKには「何気なく入ってしまった」と語り、初舞台以来、何度も辞めようと思ったことがあったという。1989年には、実際に退団届を出したこともある。 旧OSKの解散宣言以後は現実をしっかり受け止め、署名活動などに積極的に参加してきた。

## 主な舞台
- 1988年 - 近鉄劇場：『果てしなき流れの果に』　※初舞台
- 1992年 - 近鉄劇場：『Dancing Wave ARABESQUE』ジュディ
- 1993年 - あやめ池春季：『ファンタジアランド』サリオ
- 1995年 - 近鉄劇場：『天上の虹』十市
- 1998年 - 近鉄劇場：『ニューオーリンズの賑わい!』ダンシング・ビーティ
- 2000年 - 近鉄小劇場：『Blind』徳子
- 2001年 - 近鉄劇場：『闇の貴公子』葩/彩陽
- 2001年 - あやめ池秋季：『ハロー・ミスターエンジェル』コルベール
- 2002年 - あやめ池『ヒートアップ・レビュー』
- 2003年 - 近鉄劇場：『新・闇の貴公子』蕾
- 2003年 - 近鉄劇場：『Endless Dream』
- 2005年 - 世界館：『Happy Happy Today』　※主演
- 2005年 - 世界館：『愛の旋律』クララ・シューマン
- 2005年 - 世界館：『Club TAXEDOⅡ』イザベラ
- 2006年 - 大阪松竹座：春のおどり『義経桜絵巻』静御前/『ハッピー・ゲーム』
- 2007年 - 南座：NewOSK レビュー in KYOTO『源氏千年夢絵巻』六条御息所/『シャイニングOSK』
- 2008年 - 世界館：『エトワール』　※主演・退団公演